# Jehan de Rohan-Chabot
Jehan de Rohan-Chabot (ur. 27 czerwca 1884 w Paryżu, zm. 10 maja 1968 w Bazylei) – francuski lekarz, pierwszy prezydent FIA w latach 1946-1958.

## Życiorys
Pochodził z francuskiej rodziny arystokratycznej z rodem Bretanii, syn Alaina-Charlesa (1844-1914) i Marie Marguerite z de La Brousse de Verteillac (1853-1926). Był lekarzem w wykształcenia. Podczas I wojny światowej był pilotem myśliwskim, a potem pracował we francuskim oddziale koncernu naftowego BP.
W 1928 roku został przewodniczącym Automobilklubu Francji (ACF), którego funkcję pełnił przez 20 lat. W 1936 roku został przewodniczącym AIACR zastępując Roberta de Vogüé. Pełnił tę funkcję do 1946 roku, kiedy to AIACR został przekształcony w FIA, którego pozostał prezydentem i pełnił tę funkcję przez następne 12 lat.
W 1957 roku podczas Walnego Zgromadzenia FIA podjęto decyzję, że wybory na przewodniczącego FIA będą się odbywały co trzy lata, a nie jak wcześniej co roku. Wtedy de Rohan-Chabot chciał zrezygnować z pełnionej funkcji, ale został przekonany do pozostania na stanowisku i pełnił funkcję przewodniczącego FIA do 1958 roku i przeszedł na emeryturę.
Po przejściu na emeryturę Jehan de Rohan-Chabot został Honorowym Przewodniczącym FIA i nadal uczestniczył w jego posiedzeniach aż do śmierci. Zmarł 10 maja 1968 roku w Bazylei w wieku 83 lat.